# Réserve écologique Louis-Zéphirin-Rousseau
La réserve écologique Louis-Zéphirin-Rousseau est une réserve écologique située à 25 km au sud-est de Maniwaki constituée de deux petites îles, l'île Ronde et l'île Verte, dans le lac des Trente et Un Milles. La réserve protège une forêt de thuya occidental typique de la vallée de la Gatineau.

## Toponymie
Le nom de la réserve rend hommage à  Louis-Zéphirin Rousseau (1901-1987), pour sa grande contribution au génie forestier.